# Acalypha oxyodonta
Acalypha oxyodonta är en törelväxtart som först beskrevs av Johannes Müller Argoviensis, och fick sitt nu gällande namn av Johannes Müller Argoviensis. Acalypha oxyodonta ingår i släktet akalyfor, och familjen törelväxter. Inga underarter finns listade i Catalogue of Life.